# فرودگاه بین‌المللی شهدای شهرکرد
فرودگاه بین‌المللی شهدای شهرکرد، فرودگاهی بین المللی در شهرکرد است. این فرودگاه به عنوان مرتفع‌ترین فرودگاه ایران در ۵ کیلومتری جنوب شهرکرد و در ارتفاع ۲۰۵۰ متر از سطح دریا به مساحت ۳۵۰ هکتار واقع شده‌است.

## مشخصات
فرودگاه بین‌المللی شهرکرد مجهز به تجهیزات ناوبری NDB,DVOR/DME و یک سیستم روشنایی و دارای یک باند به طول ۳۰۰۵ متر و عرض ۴۵ متر با دو شانه ۷/۵ متری آسفالته و یک تاکسی‌رو به ابعاد ۲۸۵*۲۳ می‌باشد.

## نشست و برخاست‌ها
در سال ۲۰۱۶ میلادی، ۳۶۶ نشست و برخاست هواپیما در این فرودگاه انجام شد و ۳۰٬۱۷۹ نفر مسافر و ۱۶۵٬۱۵۲ کیلوگرم بار از طریق آن جابجا شدند. در سال ۱۳۹۵ تعداد ۲۸۵۶ نشست و برخاست از این فرودگاه صورت گرفته‌است. سهم نشست و برخاست از این فرودگاه در آذرماه ۱۳۹۶ یک دهم درصد (۰٫۱٪) فرودگاه‌های کشور بوده‌است.

## فرو نشست
طی سال‌های اخیر به دلیل رطوبت بالای زمین فرودگاه و همچنین مرغزار بودن زمین فرودگاه و سایر زمین‌های فرودگاه ، و عدم زیر ساخت مناسب باند ، زمین این فرودگاه با فرو نشست های متوالی روبرو بوده است و بارها سطح باند فرودگاه بهسازی و مرمت شده است .

## تاریخچه
طرح مطالعاتی احداث فرودگاه بین‌المللی شهدای شهرکرد در سال ۱۳۷۲ آغاز و در سال ۱۳۷۳ پس از تملک اراضی و تکمیل مطالعات در سال ۱۳۷۴ عملیات اجرایی شروع و در در نهایت در سال ۱۳۷۸ با تکمیل عملیات اجرایی، فرودگاه عملیاتی و آغاز بکار گردید. اولین پرواز در تاریخ اول تیرماه سال ۱۳۷۸ توسط شرکت ایران ایرتور به مقصد تهران و اولین پرواز بین‌المللی در تاریخ سوم مهرماه سال ۱۳۸۱ به کشور کویت انجام شد.

## شرکت‌های هواپیمایی و مقصدهای پروازی
| شرکت‌های هواپیمایی | مقصدهای پروازی |
| ----------------- | -------------- |
| هواپیمایی ماهان   | تهران          |
| هواپیمایی آسمان   | تهران، عسلويه  |
| هواپیمایی چابهار  | تهران          |
| هواپیمایی یزد ایر | مشهد           |